# Andrew Grieve
Andrew Grieve (nascut el 28 de novembre de 1939) és un director de televisió i cinema britànic. Els crèdits de Grieve inclouen Wire in the Blood, Sobre el turó negre, el guió del qual també va escriure, va guanyar la Conquilla d'Or al Festival de Cinema de Sant Sebastià l'any 1988. També va dirigir episodis d’Agatha Christie's Poirot i Hornblower. El seu treball a Hornblower li va guanyar la plata FIPA al Festival Internacional de Programació Audiovisual de Biarritz el 1999. Des d'aleshores ha escrit i dirigit l'episodi de BBC drama-documental Heroes and Villains sobre Hernán Cortés.